# 新蒂拉登蒂斯
新蒂拉登蒂斯是巴西南大河州的一个市镇。总面积75.396平方公里，总人口2331人，人口密度30.9人/平方公里。